# Hans Litten
Hans Achim Litten (Halle, 19 giugno 1903 – Dachau, 5 febbraio 1938) è stato un avvocato tedesco.

## Biografia
Hans Litten nacque ad Halle, figlio maggiore di Friedrich ed Irmgard Litten. La famiglia Litten era ebraica, ma Friedrich si convertì al luteranesimo per facilitare la sua carriera universitaria: egli divenne infatti un apprezzato giurista e insegnante di diritto civile e diritto romano dell'Università di Königsberg, di cui divenne rettore. Il figlio Hans fu battezzato alla nascita, ma durante l'infanzia studiò l'ebraico. Litten si considerava cristiano a tutti gli effetti, ma fu registrato come ebreo e costretto ad indossare il triangolo giallo quando fu internato a Dachau. Il giovane Litten avrebbe voluto studiare storia dell'arte all'università, ma fu spinto dal padre verso gli studi giuridici, che effettuò a Berlino e Monaco. Laureatosi a pieni voti nel 1927, a Litten fu offerta una lucrativa posizione al Ministero di Giustizia, ma preferì invece aprire un proprio studio nel 1928 insieme all'amico Ludwig Barbasch, simpatizzante del Partito Comunista.
Nel maggio 1931 Litten chiamò Adolf Hitler alla sbarra per farlo testimoniare nel processo contro quattro SA accusate di aver pugnalato Tanzpalast Eden. Litten contro-interrogò il futuro Führer per oltre tre ore, durante le quali Hitler si contraddisse più volte e finì per rivelare di aver istigato lui la violenza contro gli oppositori del partito nazista. L'interrogatorio fu interrotto da un giudice simpatizzante, ma per allora la natura violenta del partito era stata rivelata, mettendo così in crisi l'immagine di Hitler agli occhi della media borghesia tedesca. Le contraddizioni di Hitler durante il contro-interrogatorio lo portarono anche a un secondo processo per spergiuro, dal quale fu assolto. Con l'ascesa del nazismo amici e parenti di Litten espressero preoccupazione per l'incolumità dell'avvocato, che però rifiutò di lasciare il paese dato che milioni di lavoratori non avevano le sue stesse possibilità di salvarsi. Le paure degli amici di Litten si rivelarono fondate, dato che il 28 febbraio 1933, durante l’Incendio del Reichstag, Litten fu arrestato e messo in custodia cautelare.
Litten fu interrogato per la prima volta nel carcere di Spandau e, senza mai comparire di fronte a un giudice, fu spostato in diversi campi di prigionia nonostante gli sforzi della madre per farlo liberare. Successivamente, Litten fu internato nel campo di concentramento di Sonnenburg e poi nella prigione di Brandenburg-Görden con l'anarchico Erich Muhsam. Qui fu torturato a lungo perché rivelasse i nomi dei suoi clienti ed assistiti. Nel 1933, sotto tortura, confessò delle informazioni che le SS usarono contro di lui per accusarlo ingiustamente dell'omicidio di un SA. Per evitare di compromettersi oltre, Litten tentò il suicidio, ma fu soccorso in tempo dai suoi aguzzini. Le percosse subite da Litten compromisero la sua salute fino alla fine dei suoi giorni, dato che durante gli interrogatori riportò ferite a un occhio e a una gamba, gli fu fratturata la mascella, gli si ruppero alcuni denti e perse l'udito da un orecchio. La madre intanto tentò di ottenere il suo rilascio appellandosi a figure di spicco come Werner von Blomberg, Guglielmo di Prussia, Ludwig Müller, Franz Gürtner e Roland Freisler, senza alcun risultato.
Le condizioni di Litten migliorarono temporaneamente durante la prigionia a Lichtenburg, dove gli fu permesso di lavorare in biblioteca e si guadagnò la simpatia dei suoi compagni di carcere per la sua forza di spirito e coraggio. Nell'estate 1937 fu trasferito al campo di concentramento di Buchenwald per un mese, prima di essere portato a Dachau il 16 ottobre 1937. Qui, pur essendo cristiano dalla nascita, fu internato nelle baracche riservate agli ebrei. Dopo cinque anni dall'arresto e numerose torture, Litten fu interrogato un'ultima volta il 4 febbraio 1938 e la notte successiva si suicidò impiccandosi nella lavanderia del campo. Le intenzioni di Litten erano già chiare da tempo e il giorno prima del suo suicidio un compagno di baracca dell'avvocato aveva trovato un cappio sotto il cuscino di Litten.